# Ernst Albrecht von Eberstein

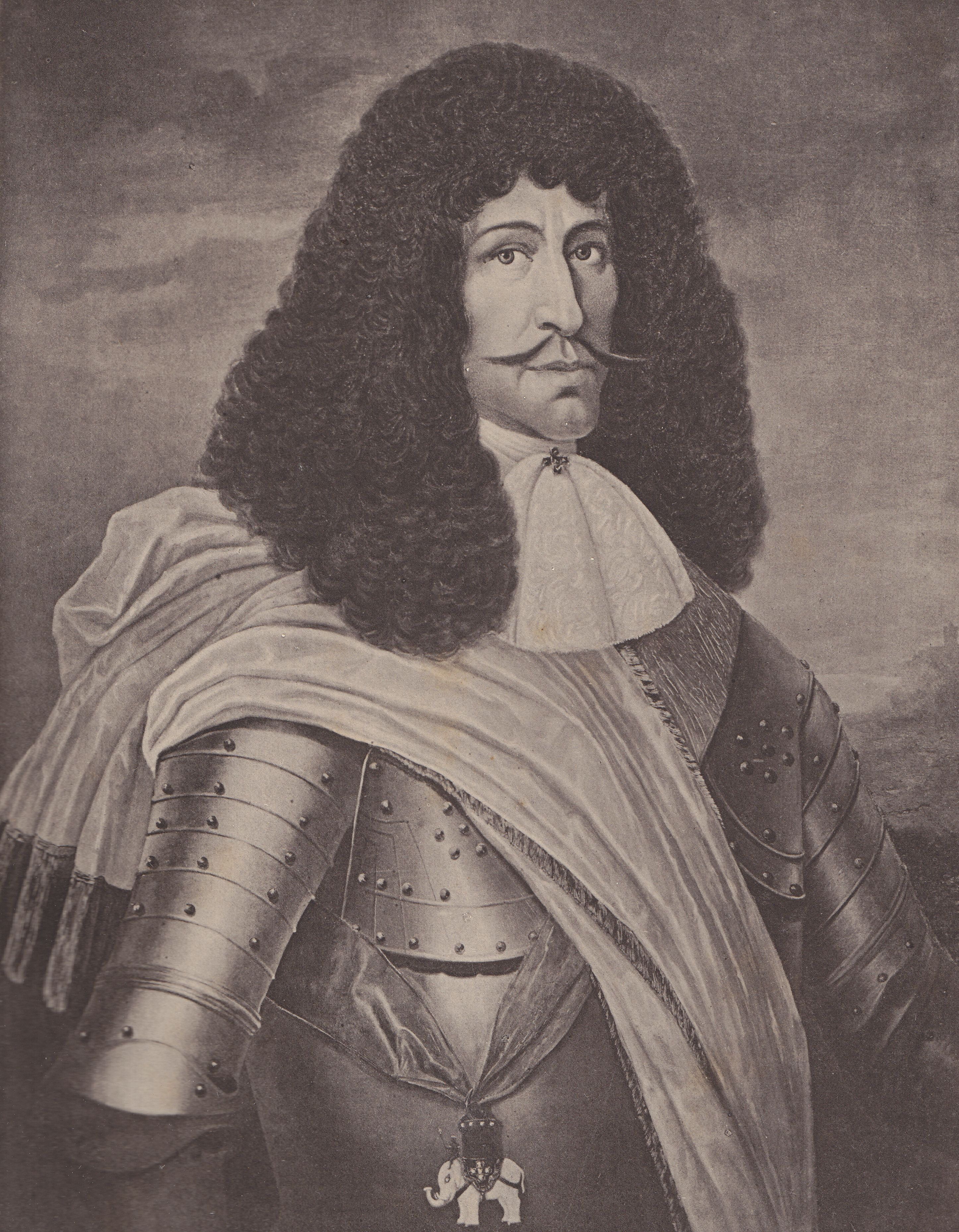
Ernst Albrecht von Eberstein (1605-1676)

Ernst Albrecht von Eberstein, född 6 juni 1605, död 1676, var en tysk militär.
Eberstein var en av de för sin tid så typiska lyckoriddarna som tillbringade hela sitt liv i krigstjänst under olika härskare. Under 30-åriga kriget tjänade han efter vart annat Fredrik V av Pfalz, Ernst von Mansfeld, Katolska ligan, Sverige, Sachsen-Weimar, Hessen-Kassel, Hessen-Darmstadt och Ferdinand III, som 1648 utnämnde honom till fältmarskalklöjtnant. 1657 gick von Eberstein i dansk tjänst och hade stor andel i segern över svenskarna i Slaget vid Nyborg 1659. Han blev slutligen sachsisk fältmarskalk. Eberstein var en dugande general men ingen större fältherre. Ur hans papper utgav en sentida ättling Kriegsberichte aus dem zweiten schwedisch-dänischen Krige (1891) och Beschreibung der Kriegsthaten des General Feldmarschalls Ernst Albrecht von Eberstein (1892).